# 傑頓 (德克薩斯州)
傑頓（英語：Jayton）是一個位於美國德克薩斯州肯特縣的城市。根據2010年美國人口普查，該地共人口534人，而該地的面積約為4.39平方千米。同時該地也是肯特縣的縣治。

## 地理
傑頓的座標為33°15′00″N 100°34′00″W / 33.25000°N 100.56667°W，而該地的平均海拔高度為611米（即2005英尺）。